# هاینریش دیباس
هاینریش دیباس (انگلیسی: Heinrich Debus; ۱۳ ژوئیهٔ ۱۸۲۴ – ۹ دسامبر ۱۹۱۶) شیمی‌دان، و استاد دانشگاه اهل آلمان بود. سنتز ایمیدازول دیباس–رادیشوفسکی در شیمی آلی که در تولید ترکیبات مفیدی چون مترونیدازول کاربرد دارد، به افتخار وی نامگذاری شده است
وی همچنین برندهٔ جوایزی همچون همکار انجمن سلطنتی شده‌است.